# Vogelschießen

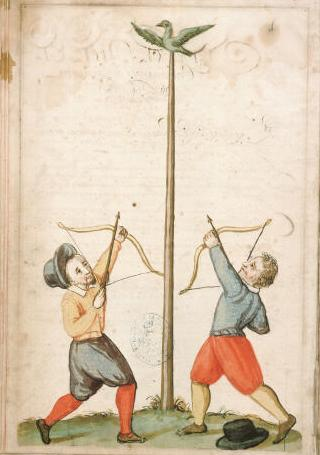
Papageienschiessen in Avignon, 17. Jahrhundert

Das Vogelschießen, regional auch Adlerschießen genannt, ist ein alter Schützenwettbewerb, bei dem es gilt, mit einer Schusswaffe bzw. Armbrust einen hölzernen Vogel auf einer hohen Stange, der Vogelstange, abzuschießen. Der teilweise aus kunstvoll gedrechselten oder ausgesägten und bemalten Holzteilen bestehende Vogel wird oft auch als Papagoy bezeichnet. Begleitet wird das Vogelschießen normalerweise von einem Dorf- oder Schützenfest. Der Wettbewerbsplatz wird häufig als Vogelwiese bezeichnet.

## Geschichte

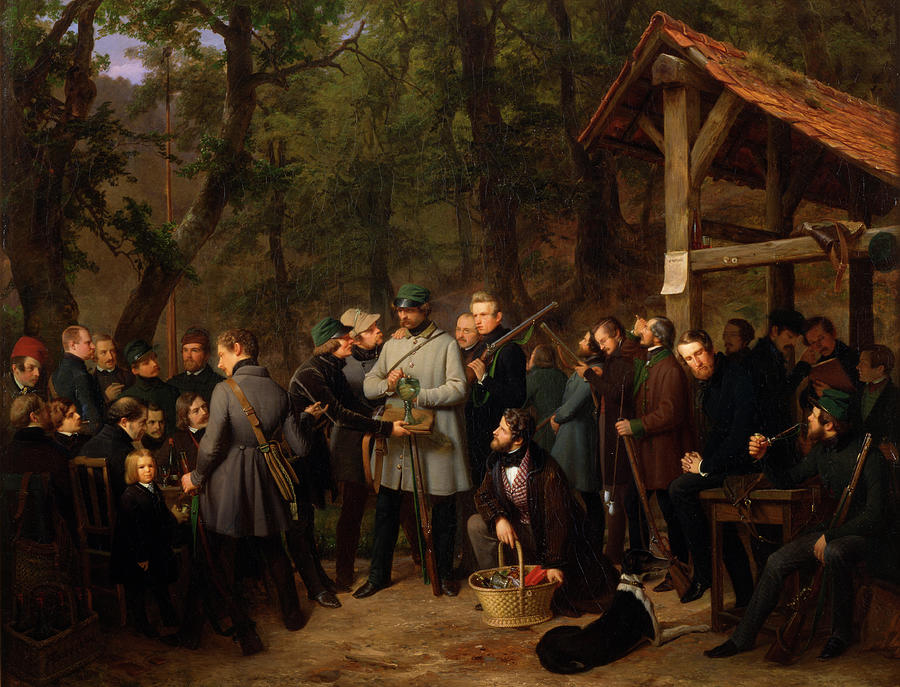
Das Vogelschießen der Düsseldorfer Künstler im Grafenberger Wald, 1842–1844

Entstanden ist der Brauch im Mittelalter in Mitteleuropa, als größere Teile der männlichen Stadtbevölkerung im Rahmen ihrer Wehrpflicht noch zur Verteidigung der Stadt herangezogen wurden und das Schießen üben mussten. In Deutschland liegen hier auch die historischen Wurzeln der Bürgerwehren, die im Zuge der Märzrevolution 1848 eine neue politische Bedeutung erlangten. Als bürgerlicher Männersport und männliches Freizeitvergnügen wurde das Vogelschießen im frühen 19. Jahrhundert populär. Dass es dazu diente, soziale Kontakte innerhalb beruflicher und gesellschaftlicher Zirkel unter seinesgleichen festlich zu pflegen, zeigt etwa Friedrich Bosers Gemälde Das Vogelschießen der Düsseldorfer Künstler im Grafenberger Wald.
Das Kindervogelschießen entstand Ende des 19. Jahrhunderts, als zunehmende Schulfeste aufkamen, die oft nach dem Vorbild der „erwachsenen Feste“ gestaltet waren. Allerdings wird hier mit Luftgewehren oder Pfeil und Bogen geschossen. Im ländlichen Raum, beispielsweise in der Wesermarsch, dem Altkreis Wittgenstein, dem Sauerland, der Oberlausitz, in Braunschweig, aber auch in Teilen des Münsterlandes und Hamm ist der Brauch noch verbreitet. In den ländlichen Regionen Schleswig-Holsteins gehört das Kindervogelschießen heutzutage noch zu den jährlich wiederkehrenden Festen. Zwar gibt es Variationen im Ablauf, häufig aber wird noch an den Grundelementen Spiele, Preisverteilung, Umzug und Tanz festgehalten. Nach den Glücks- oder Geschicklichkeitsspielen erfolgt die Proklamation der Königspaare. Dabei werden diese mit Medaille, Krone und Schärpe geschmückt. Die Tanzveranstaltung beginnt traditionell mit einer Polonaise und dem Königstanz. 
Je nach Region und Brauch wird Schützenkönig, wer entweder den Rumpf des Vogels teilt oder den letzten Teil des Vogels herunterschießt. Im Verlauf bis dahin abgeschossene Bruchstücke werden entweder entsprechend ihrer Nummerierung zur Bestimmung der weiteren Plätze herangezogen oder dem König als Erinnerungsstücke übergeben. Alternativ werden auch Punktsysteme verwendet. Schützenkönig wird derjenige, der die höchste Punktzahl erreicht, die weiteren Platzierungen ergeben sich entsprechend.
Schützenvereine veranstalten das Vogelschießen auch, um damit einen Schützenkönig zu ermitteln. Dabei wird der Vogel am Ende einer langen Stange 29 Meter hoch montiert und die Einzelteile werden mit einem Kleinkaliber-, Schrot- oder Luftgewehr,  aber auch mit der Armbrust abgeschossen. Wegen moderner Sicherheitsbestimmungen wird das Gewehr dabei auf einem Standfuß (Lafette) angebracht, der nur das Zielen im Bereich des Kugelfangs erlaubt, in welchem sich der zum Abschuss angebrachte Vogel befindet.
Beim Adlerschießen der Gymnasiasten am Rutenfest Ravensburg wird mit der Armbrust auf einen hölzernen Reichsadler geschossen, dessen Insignien und Federn einzeln abgeschossen werden können; Schützenkönig ist hier der Schütze des Reichsapfels (beim Schießen der Jungen) oder des ähnlich gestalteten „Stadtsiegels“ (beim Schießen der Mädchen).

## Sonstiges
Das Vogelschießen (1822) ist ein Lustspiel in fünf Aufzügen von Heinrich Clauren.

## Bilder

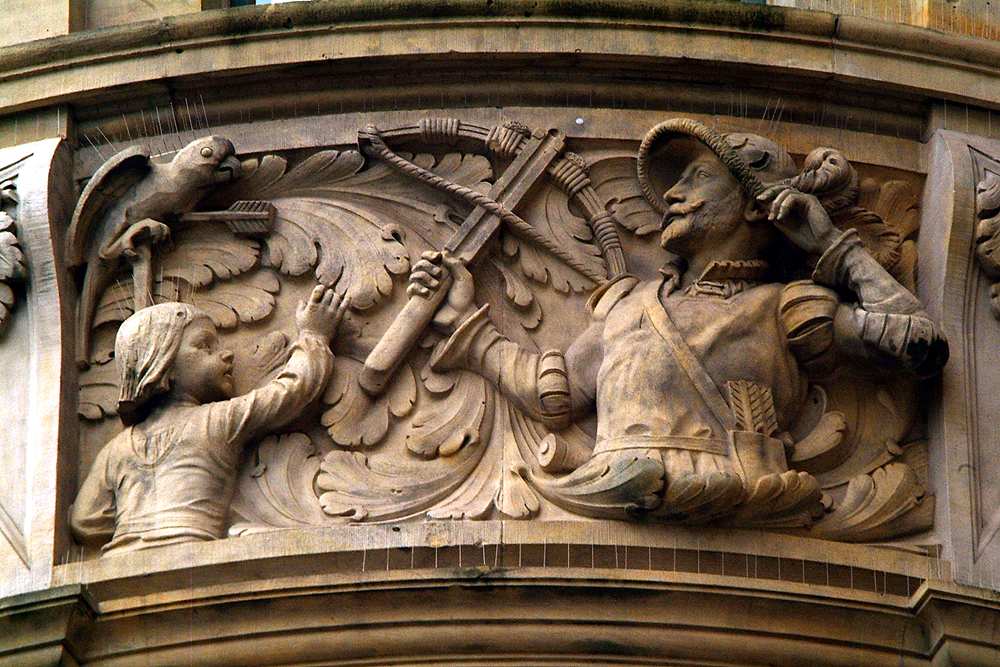
Das „hannoversche Papageienschießen“ mit der Armbrust als Teil mittelalterlicher Schützenfeste; Geschichtsfries am Neuen Rathaus in Hannover
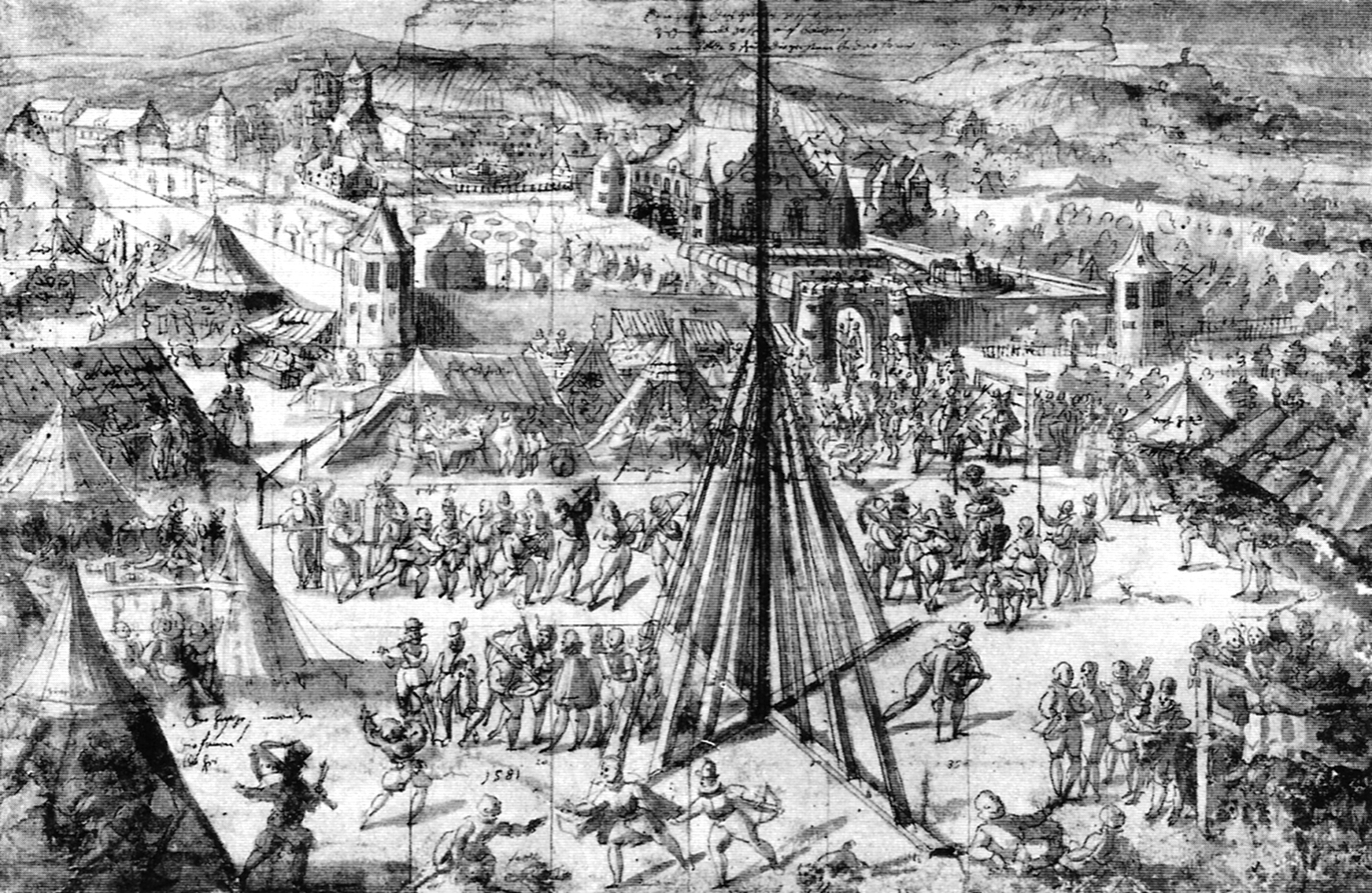
Vogelschießen mit der Armbrust beim Stuttgarter Neuen Lusthaus, 1589
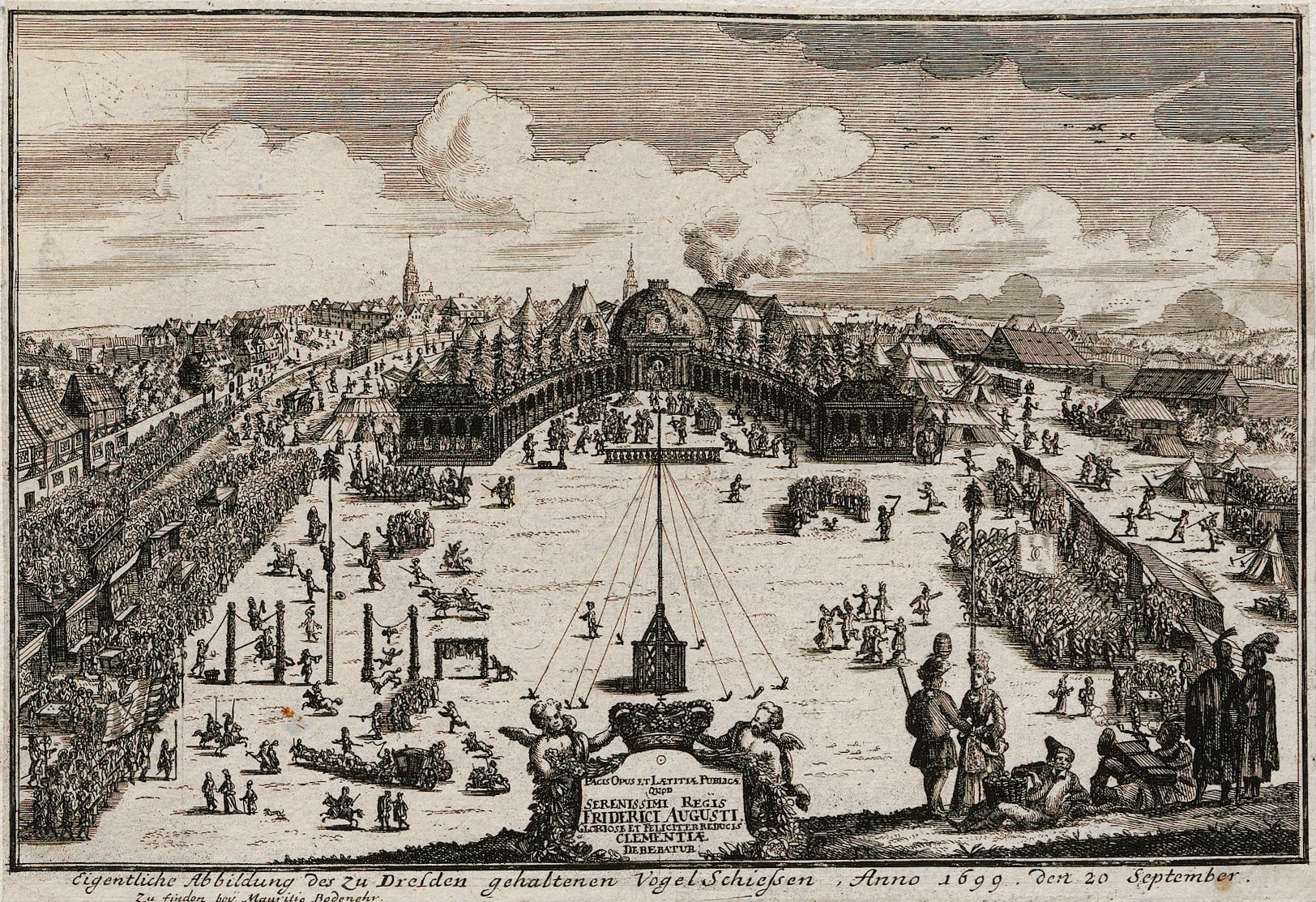
Vogelschießen in Dresden 1699

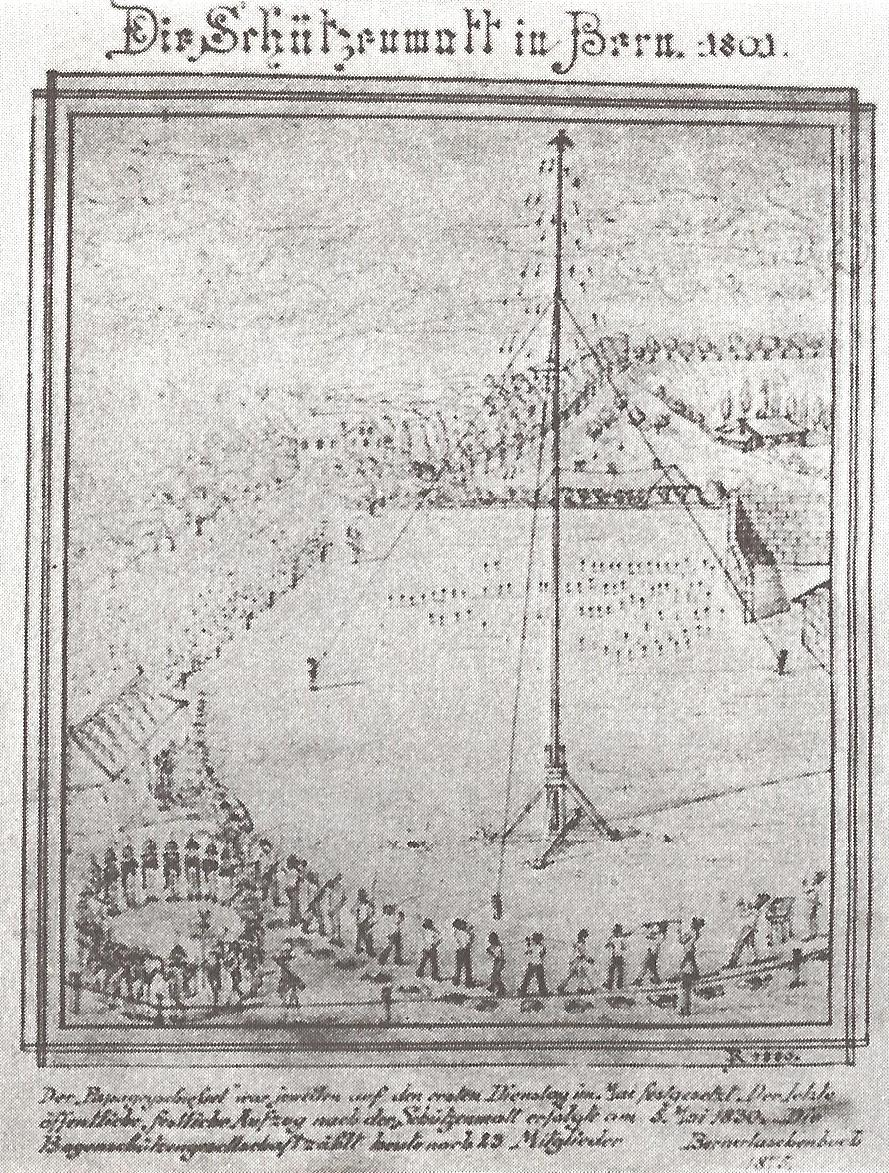
Papageienschiessen in Bern 1801
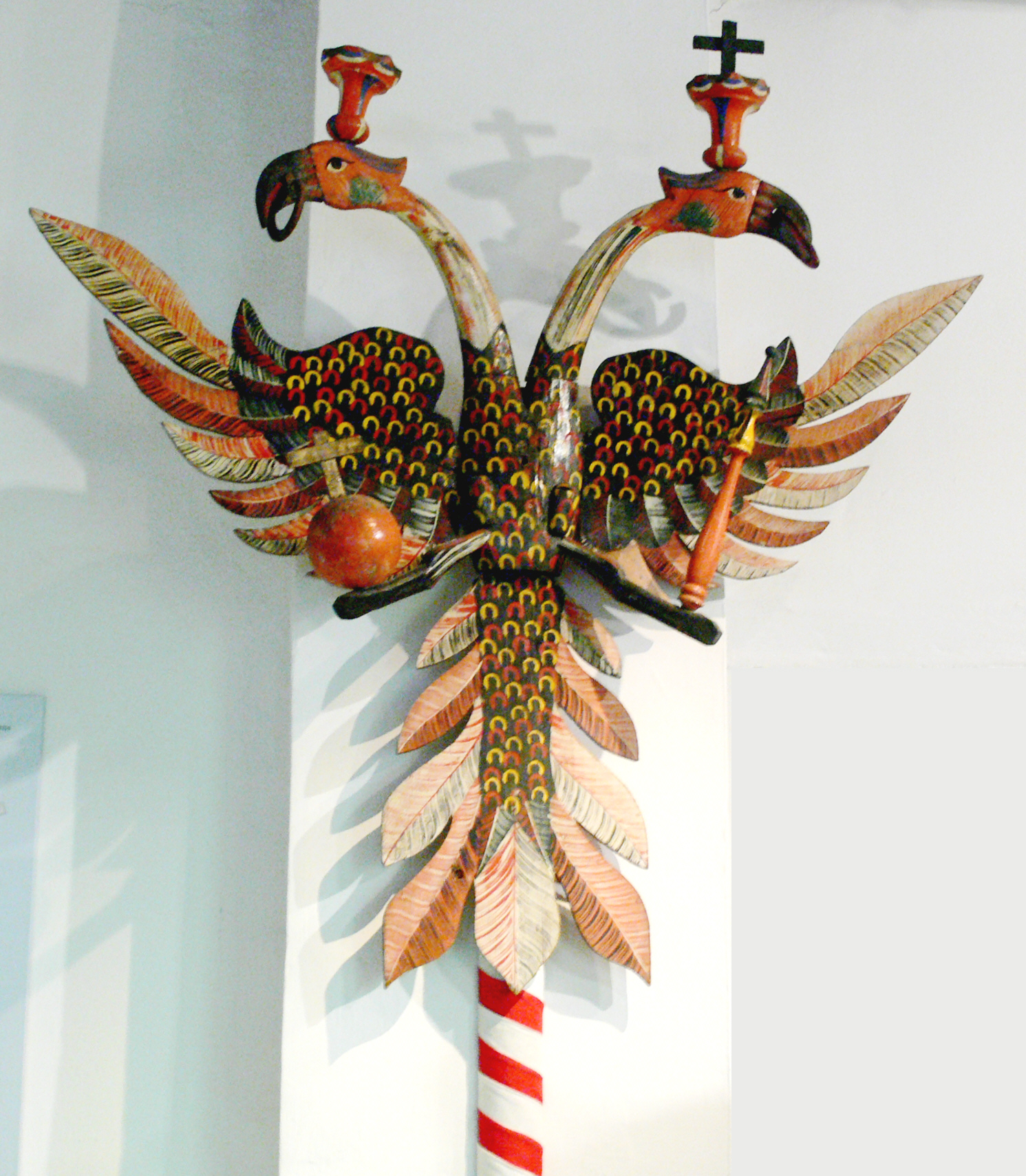
Hölzerner Vogel zum Vogelschießen (Museum für Thüringer Volkskunde Erfurt)
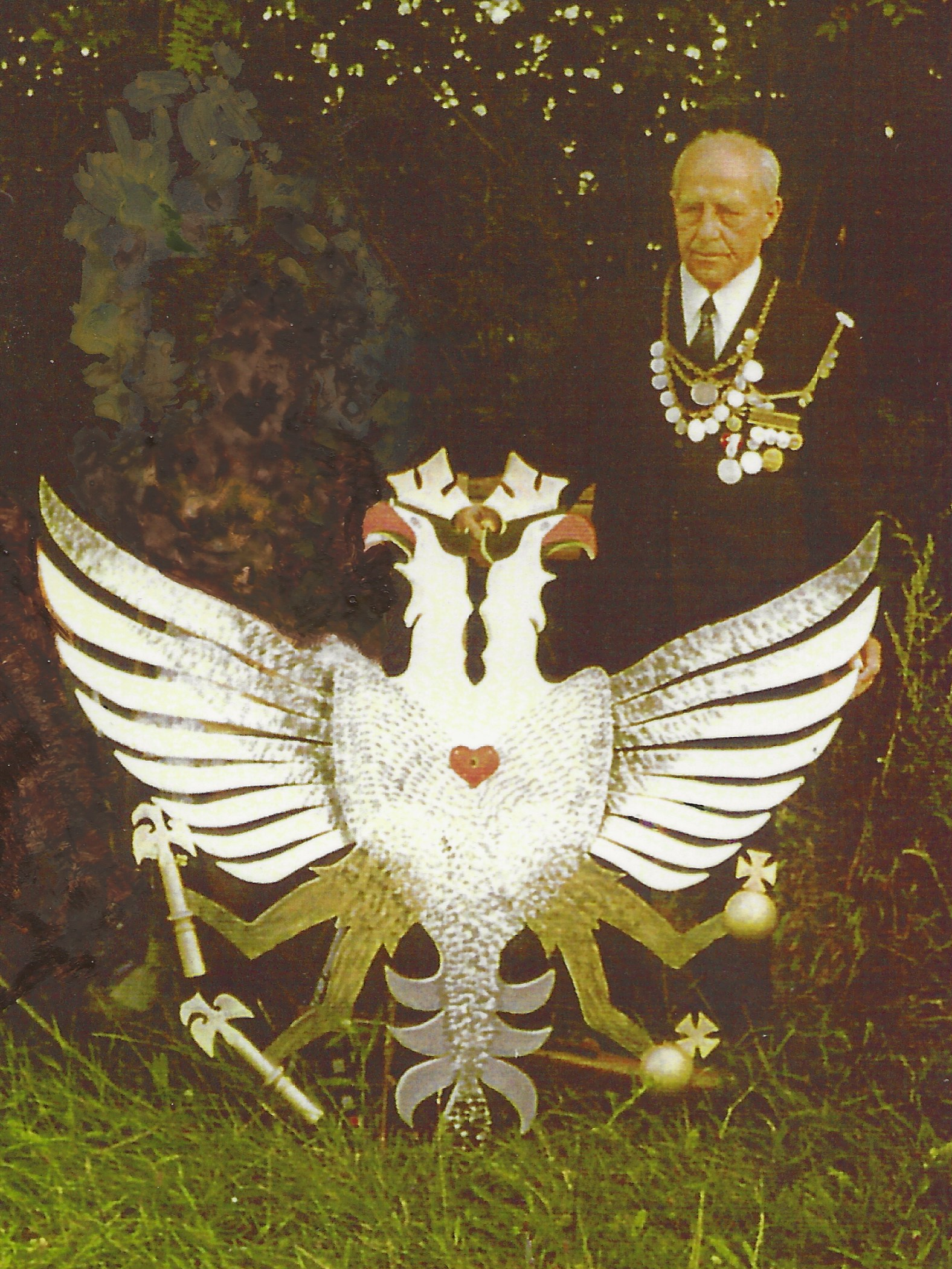
Doppeladler für ein Braunschweiger Vogelschießen
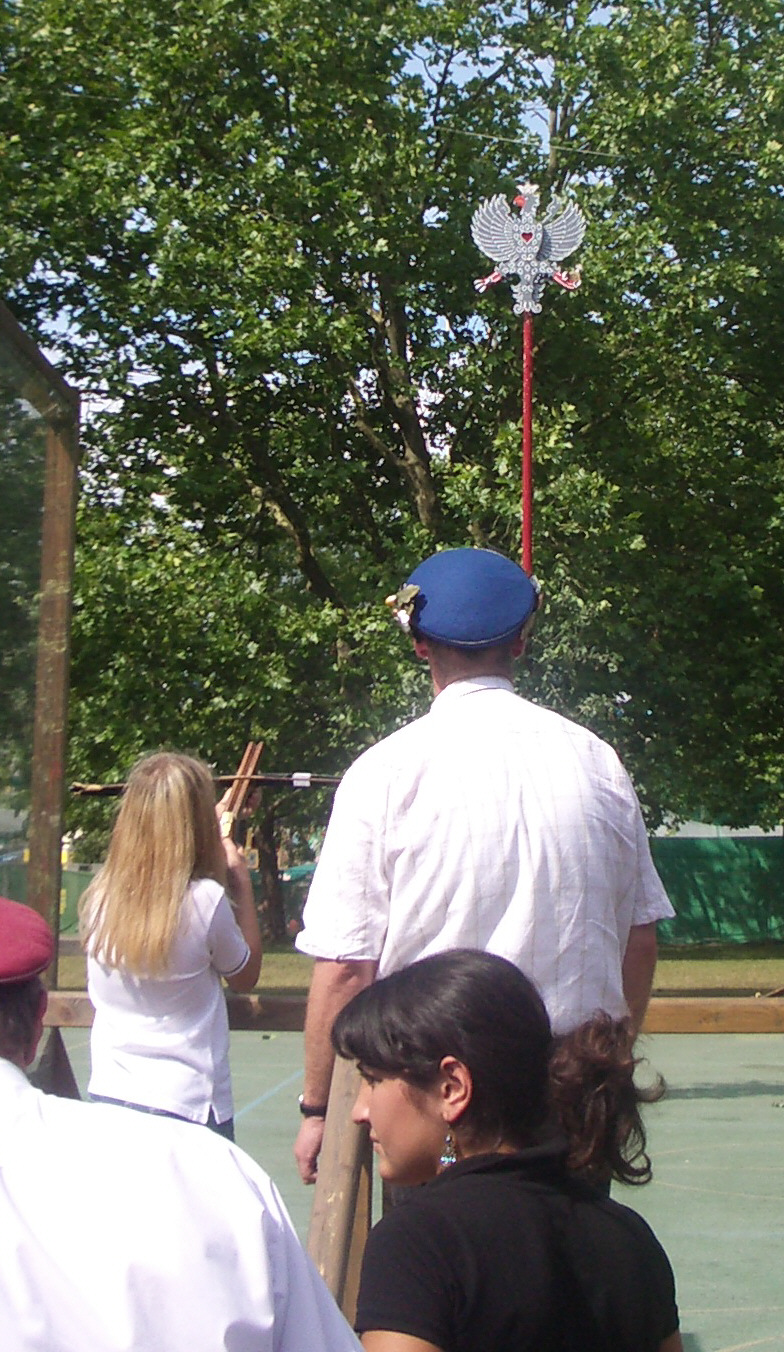
Adlerschießen am Rutenfest  Ravensburg
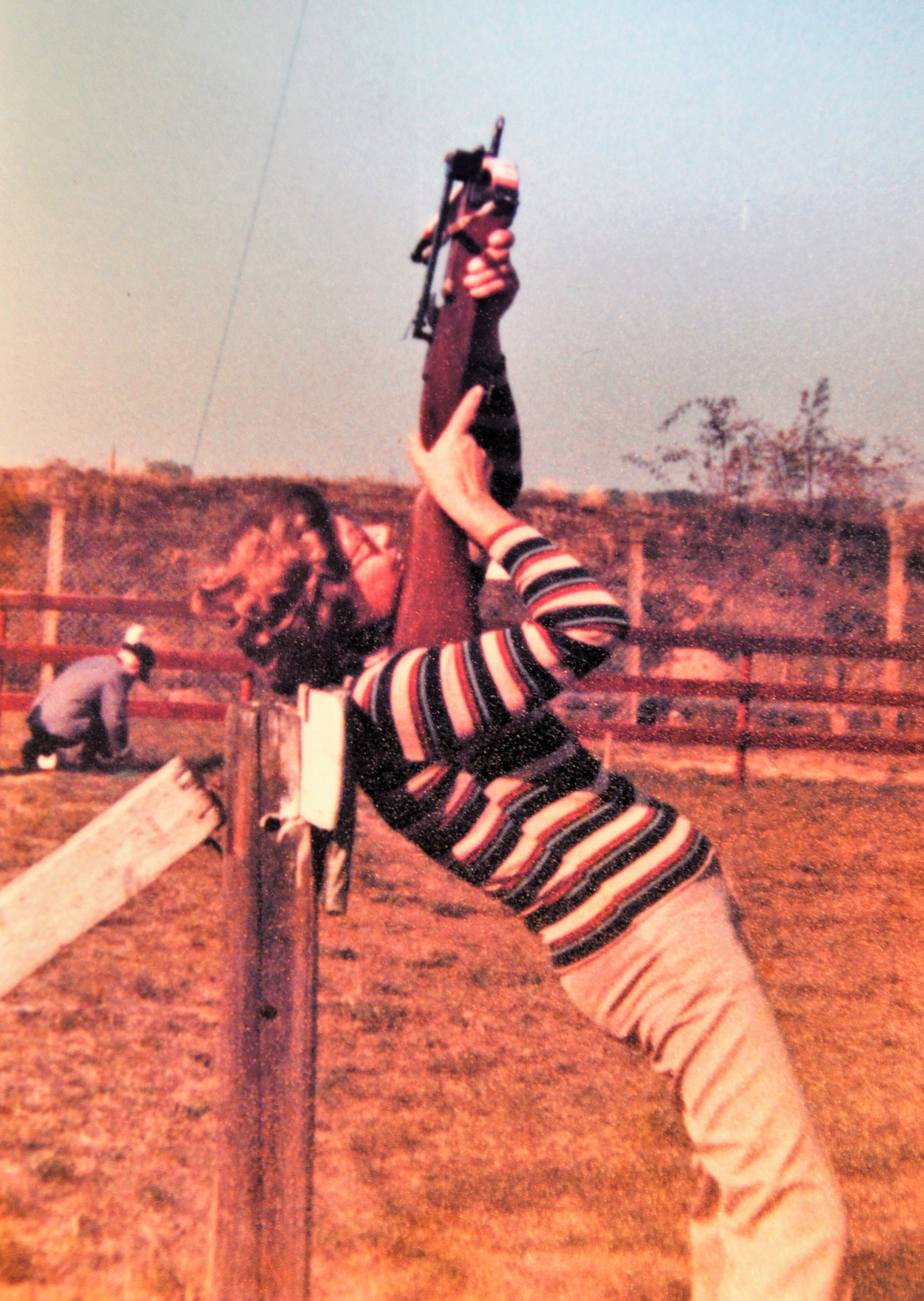
Anlegen der Armbrust zum Vogelschuss
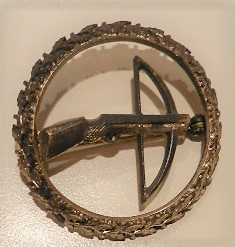
Armbrust-Schützen-Anstecker
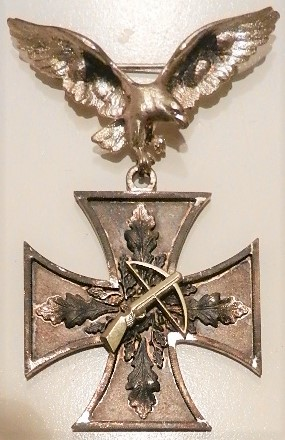
Ehrenkreuz der Armbrust-Schützen, Herman Gerner, Ehrenpräsident der Armbrust-Schützengilde Braunschweig